# コール オブ デューティ ゴースト
『コール オブ デューティ ゴースト』（英語: Call of Duty: Ghosts, 略称：CoD:G）は、近未来の崩壊状態のアメリカを舞台とするファーストパーソン・シューティングゲームである。コール オブ デューティシリーズ本編の10作目。開発は『CoD:MW』三部作の開発を担当したInfinity Ward。
日本でもスクウェア・エニックスから字幕版が2013年11月14日、吹き替え版が同年12月12日に発売。ローンチタイトルとしてPlayStation 4吹き替え版が2014年2月22日に発売、Xbox One吹き替え版が2014年9月4日に発売された。コールオブデューティーシリーズ生誕10周年記念作品。2025年現在ではCall Of Dutyシリーズで最後に任天堂ハード向けに開発された作品である。

## 概要
『モダン・ウォーフェア』シリーズやそれ以前のCoDから世界設定を一新し、生まれ変わったCoDとして新たなる物語が展開されていく。本作においてのアメリカは既に崩壊しており、アメリカを取り戻すために結成されたゲリラ部隊『ゴースト』の一員となり、隊員の一人一人にスポットを当てたストーリーとなっている。日本ではPlayStation 4本体の発売日が2014年にずらされたため、PlayStation 3版などが先に配信された都合上、例年であれば売れるはずのCall Of Dutyシリーズの中でこの作品のPS4版のみ流通が少ない状態となった。
キャンペーンの脚本を担当するのは、映画「トラフィック」でアカデミー賞を受賞したスティーヴン・ギャガン。

## キャンペーンストーリー
時は現代に近い未来。中東の紛争により世界にエネルギー危機が訪れる中、南米諸国は『連邦軍』を結成。資源を背景に勢力を増大させていき、南米大陸のみならず中米までも傘下に収めるようになる。
ある日、連邦軍の武装集団が米軍の地上攻撃用軍事衛星ネットワーク「ODIN」の管制を行う宇宙ステーションを襲撃、衛星のコントロールを奪取する。連邦軍はODINを使い、アメリカ合衆国の30以上にもおよぶ都市に大気圏外からのミサイル攻撃を開始。合衆国は致命的な被害を受け、政府、軍事機関、諜報機関、その全てが機能停止し、遂には壊滅してしまう。
それから10年後。ODINによる攻撃後に南西部に侵攻した連邦軍に対し、残存アメリカ軍は防衛ラインを構築して消耗戦を強いることで抵抗し、戦局は膠着状態に陥っていた。ヘッシュ・ウォーカーとローガン・ウォーカーは、この崩壊したアメリカで育った二人の兄弟。残存アメリカ軍に所属している彼らは成り行きで極秘裏に作戦を行っているアメリカの特殊部隊『ゴースト』と出会う。
ヘッシュとローガンはゴーストの隊員となり、ゴーストは連邦軍に反撃を試みるために数々の作戦を遂行していく…。

## 登場人物

### ゴースト（Ghosts）
正式名称は『タスクフォース:ストーカー(Task Force : STALKER)』でアメリカ最強の隠密作戦部隊。米軍に数多く存在する特殊部隊員の生き残りから結成された。その存在を知る者はごく少数に限られており、存在を知らない者には都市伝説として語り草となっている。その名の由来は、イライアス、ローク、メリック、エイジャックス、キーガンを含む60人の精鋭中の精鋭が投入された"サンドバイパー作戦"でのエピソードである。60人中戦線に残った14人が、死体と砂煙の中から突如現れ次々と敵兵を殺害していく様を、500人の内ただ1人生き残った連邦軍の兵士は「ゴースト」と呼んだ。
ヘッシュ・ウォーカー（David "Hesh" Walker） 英語版声優：ブランドン・ラウス/吹き替え版声優：杉田智和
本作の主人公の一人にして物語の語り手。本名は『ディヴィッド・ウォーカー』で、ローガンの兄。2026年当時28歳。身長185cm体重85kg。ローガンとは少年時代から崩壊したアメリカで共に成長した後、出会ったゴースト部隊に所属することとなる。約一年の狩猟による経験を活かした射撃の腕とサバイバルの知識は相当なものである。階級は軍曹→中尉。部隊ではハッカーの役割を持つ。上官からは「生まれついてのリーダー」と評されるなど、優れた現場指揮能力を有する。ゴースト部隊では唯一バラクラバ或はハーフマスクを所持しておらず、顔に直接ゴーストペイントを描いている。
ローガン・ウォーカー（Logan Walker）
主人公の一人にして主なプレイヤーキャラとなる。ヘッシュの弟。階級は軍曹→中尉。2026年当時25歳。身長184cm体重77kg。素顔は不明だが、公式によると髪はブロンド。部隊では主に特殊装備の操作を任される。
父イライアスによれば、幼い頃から常に兄ヘッシュの後を追いかけており、学校へも一緒に通っていた。一年近くに渡る狩猟の経験を通じて、言葉に頼ることなく意思を疎通させ、互いを守りつつ獲物を仕留める術を身に付けた。それによって兄弟の間に生まれた信頼関係は強く、ヘッシュをして「一心同体であった」という。
非常に高い戦闘能力と、命を賭して上官を守ろうとする強い忠誠心を持っている。それらは敵であるロークをも呻らせ、彼の背後にいる何者かの関心を強く惹いた。
イライアス・T・ウォーカー（Elias T. Walker） 英語版声優：スティーヴン・ラング/吹き替え版声優：菅生隆之
ヘッシュとローガンの父親にしてゴーストの創始者。コールサインは"スケアクロウ"（Scarecrow）（案山子の意）。2026年当時51歳。身長187cm体重91kg。アメリカ陸軍での最終階級は大尉。自分がゴーストであることを訓練を終えるまで息子達に明かさず、伝説を伝えるだけに留めていた。彼がゴースト所属時に被っていたマスクは終盤、ローガンに受け継がれることとなる。
妻（ヘッシュとローガンにとっては母親）についての詳細は不明だが、イライアスは息子達に「母さんは地震が嫌いだったな」と遠目に語っている。また、彼によれば、ローガンには妻の面影があるという。
現役時代は名誉勲章をはじめ、銀星章、青銅星章など各種勲章の授与者に推薦されるが、匿名の存在であることを望みいずれも辞退している。
トーマス・メリック（Thomas Merrick） 英語版声優：ジェフリー・ピアース/吹き替え版声優：三宅健太
ゴーストの司令官。2026年当時41歳。身長189cm体重95kg。17歳にしてSEALsの訓練を終えた経歴を持つベテラン隊員。階級は大尉。三世代に渡るアメリカ軍人の家系であり、祖父はノルマンディーで、父はファルージャで戦死した。
祖国のために戦うことや平和について独特の持論を有し、過去の経験から、勝利するために戦うことを信条としている。また、ウォーカー兄弟の実力を認める一方、自分たちの遺恨に巻き込んでしまったことを悔やんでいる。アルマグロ暗殺作戦では同じくゴーストの隊員だったロークに対し敬語で接している。
キーガン・P・ラス（Keegan P. Russ） 英語版声優：ブライアン・ブルーム/吹き替え版声優：土田大
ゴースト部隊所属。無口で冷静沈着。階級は軍曹→少尉。部隊の狙撃手。2026年当時37歳。身長185cm体重88kg。アメリカ海兵隊ではロークと同じくアメリカ海兵隊武装偵察部隊（通称：フォース・リーコン）で偵察狙撃手を務めていた。ミドルネームはパーシー。一部を除き常にマスクを着用している。英語版の声優であるブライアン・ブルーム氏は、『CoD:MW3』でプレイアブルキャラクターのユーリを演じた。ヘッシュ、ローガンの入隊以前では一番の若手と思われる。そのためか、ローガンに「手本を見せてやるよ」「イライアスの訓練の賜物だな」と褒めたり、感情的になったヘッシュを制するなど、後輩想いな一面が強い。本編ではローガンと行動する機会が多い。
アレックス・V・"エイジャックス"ジョンソン（Alex V. "Ajax" Johnson） 吹き替え版声優：宮林康
元フォース・リーコン所属のゴーストの隊員。階級は軍曹→少尉。2026年当時38歳。身長186cm体重不詳。ゴースト唯一のアフリカ系アメリカ人。
序盤、作戦途中で連邦軍に捕まり、ゴーストが隠れ家として利用している場所を尋問された。駆けつけたゴーストが監禁場所に到達するも近くにいた敵兵に腹部を刺され、ロークが生きている事と彼の狙いを伝えた直後息絶える。
Struck Down （強襲）では尋問をする兵士に向かって中指を突き立てたり、執拗な暴行や拷問、拳銃を頭に突きつける脅しに必死に抵抗するも、最終的にはロークにラスベガスにおけるゴーストのセーフハウスの位置を明かしてしまう。これが後のセーフハウス奇襲に繋がることとなる。彼の遺体は回収され、後に仲間たちにより手厚く葬られた。
また、彼と行動を共にしていたクリス"トーチ"グリーン、リディアン"グリム"ポーも拷問の末、殺害されたと見られている。
キック（Kick）吹き替え版声優：高瀬右光
ゴーストの隊員。身長180cm。キャンペーンでは戦闘に直接加わることは少なく、電源の切断や閉鎖された扉の開放のほか、ヘリや大型トラックなどの脱出手段の調達といった、作戦遂行の支援を担当する。
キーガンと違いキャンペーン中では常にマスクをつけ、ヘルメットもしくは野球帽を被っているため、目元以外の描写がない。過去の所属や階級、本名が明らかでないなど、生存しているゴーストのメンバーの中でも影が薄く、縁の下の力持ち的存在。
ネプチューン（Neptune） 英語版声優：ブルース・グリーンウッド
Into The Deep （深海へ）にて声のみ登場。所属や階級は不明だが、海軍の司令官クラスの立場であると思われる。
連邦軍がコピーしたアーレイ・バーク級ミサイル駆逐艦を撃沈するため、水中から接近するローガンとキーガンをサポートし、進捗状況を知らせる任に就く。
英語版の声優であるブルース・グリーンウッド氏は『CoD:MW3』にて、アメリカ軍総司令官・オーバーロードの声優も担当した。
ライリー（Riley）
ゴースト部隊の軍用犬。オスで、犬種はジャーマン・シェパード・ドッグ。元はウォーカー家で飼われていた愛犬で、訓練を受けた後、ゴースト部隊に所属することとなる。右耳に0130という刻印がされている。軍用犬がメインキャラクターとして登場するのはシリーズ初となる。名前の由来は『CoD:MW2』の、コードネーム「ゴースト」ことサイモン・ライリー。
犬らしく忠誠心が強く、敵兵や野生動物であるオオカミですらも勇敢に立ち向かう。一方で動物ゆえの本能なのか、腹を空かせて野生動物のシカを追いかけるなど、欲に弱い一面も持っている。人間慣れしており、壁内のアメリカ陸軍の間でも親しまれている存在である。
ライリーとシンクしている時にカメラには「REX 3380 K9」と表示されているが、REXとはアメリカでの一般的な犬の愛称で、K9とは英単語のcanineのもじりであり、「イヌ科の動物」の意味である。
『CoD:MW』にてトドメの一撃である「TOP DOG」に登場しており、次回作の『MWII』にもモデリングを流用する形でシドという別の犬がフィニッシャーに登場している。『MWIII』ではキャンペーンミッション 「トロイの木馬」にて一般市民が飼っているジャーマンシェパードを撫でた後にもう一度視界に入れるとRileyという名前が表示される。

### アメリカ軍
ベイカー（Baker）
アメリカ空軍所属の宇宙飛行士。ODINのクルーで階級は特技兵。今作最初の武装したプレイアブルキャラクターにして、『コール オブ デューティシリーズ』二人目の操作可能な宇宙飛行士。
ODINを管制する宇宙ステーションでの任務中に、スペースシャトルに乗り込んでいた連邦軍の奇襲を受けた。奪取されたODINを破壊し大気圏に落とすため奮闘し、最終的に辛くもODINの破壊に成功し被害の増大を防いだが、自らも大気圏に落下し、燃え尽きて戦死する。
キーラ・モスリー（Kyra Mosley） 英語版声優：ヴァレリー・アレム/吹き替え版声優：小林ゆう
アメリカ空軍所属の女性宇宙飛行士。ODINのクルーで階級は特技兵。科学情報誌に単独インタビューが載るなど、有名な人物であった。
ベイカーと共にODIN奪還のため果敢に戦う中、パワーモジュールが爆発した際に破片がヘルメットと頭部を貫通し即死。遺体も大気圏に突入した際に燃え尽きた。3ヶ月ぶりの地球への帰還を心待ちにしていた。
トンプソン（Thompson）
プレイアブルキャラクター。アメリカ空軍所属。コールサインはイカロス1-2。階級は軍曹。
連邦軍の衛星兵器「LOKI」奪取のためにイカロス隊に編入される。
コリンズ（Collins）
アメリカ空軍所属。コールサインはイカロス・アクチュアル。階級は少尉。衛星兵器「LOKI」奪取のため編成されたイカロス隊の隊長。
ローパー一等兵
ラムゼイ上等兵
デイビス伍長
オハニアン軍曹
ジョーンズ少尉
ハドソン伍長
アメリカ軍司令部
ハーマー軍曹
ドローンの通信をしている隊員。ローガンがドローンを操作している途中、タワー付近にいた敵がミサイルでドローンを撃墜し、機体が自身のいたタワーに墜落し生死不明。
オーバーロード
12年前、アルマグロ将軍の討伐作戦を指揮した司令部。
アイアンホース2-4
12年前、アルマグロ将軍の討伐作戦の際に登場。M1エイブラムスのコールサインで、ゴーストチームのピンチに登場するが、直後に撃破される。
ヘリックス4-7
12年前、アルマグロ将軍の討伐作戦の際に登場。UH-60 ブラックホークのコールサインで、連邦軍の検問を攻撃する。
アウトロー1-1　吹き替え版声優：三石琴乃
AH-64D アパッチ・ロングボウのコールサインで、プレイヤーが操作する機体。ローク捕獲作戦の際に登場。
パイレート5-0
アウトロー1-0
アウトロー2-1
UH-60のコールサインで、ゴーストチームを乗せ目標地点に向かう。
ゲイター1
F/A-18E スーパーホーネットのコールサインで、終盤、ローガン達を援護するために連邦軍のヘリを撃墜した。
ゲイター2
F/A-18Eのコールサインで、終盤、ローガン達を援護するために連邦軍のヘリを撃墜した。
プリンス2-0
ファントム2-2
ウィーバー伍長
タイタン3-1
空母「リベレーター」に搭載しているV-22のコールサイン。
ベランジャー一等兵
戦車のクルー
早期警戒基地の攻撃に登場する戦車の搭乗員。プレイヤーキャラクター。
ヴァルキュリー
ウィルソン一等兵
テイラー伍長
バジャー1
早期警戒基地の攻撃に登場する戦車大隊の隊長。
ブラボー1
早期警戒基地の攻撃に登場する戦車大隊の隊長。途中で敵の攻撃に晒され、バジャー隊に救援を頼む。
ワートホッグ3-1
早期警戒基地の攻撃に登場するA-10 サンダーボルトIIパイロットのコールサイン。
ホーク
早期警戒基地の攻撃に登場。AH-64Dのコールサイン。橋にいる敵に対する航空支援の成果を確認する。
ボーランド伍長
早期警戒基地の攻撃に登場するM1エイブラムスの乗員。搭乗していた戦車を破壊されたプレイヤーの下へ駆けつけ、ハッチから脱出するよう促すが、自身は友軍の戦車へ辿り着く寸前に砲弾の直撃を受け戦死する。

### 連邦軍（Federation）
正式名はアメリカ連邦（スペイン語：Federacion de las Américas、ポルトガル語：Federação das Américas）。権威主義的な軍事独裁国家であり、ベネズエラのカラカスに首都を置いている。ベネズエラ・ブラジル・チリを中心に結成され、南アメリカから中央アメリカおよびカリブ海諸国、北米のメキシコまでを征服、10年前に停戦協定を破って奪取したODINでアメリカ合衆国を攻撃し、米国の南部と南西部に侵攻した。アルマグロ死後も勢力は衰えず、アメリカに変わる新たな超大国となっている。モデルはラテンアメリカ・カリブ諸国共同体、南米諸国連合。
ガブリエル・ローク（Gabriel Rorke） 英語版声優：ケヴィン・ゲイジ/吹き替え版声優：山路和弘
本作においての主な敵。階級は大尉。元ゴースト所属でイライアスに見捨てられ死亡したかに思われたが、連邦軍に捕らえられ拷問や毒を盛った食事で精神を砕かれたあと、洗脳操作などを受けさせられた末、「ゴーストに対抗するゴースト」と化した。ゴースト所属時は仲間想いで勇敢な性格であったが、洗脳後は自分を見捨てたイライアスへの復讐心もあり、冷酷で外道な性格になった。
ディエゴ・アルマグロ（Diego Almagro）
連邦軍のかつての最高指導者。ベネズエラ人。連邦軍の支配地域に在住する全ての米国生まれの市民の逮捕・処刑を命令するなど、過激な反米主義者だった。アメリカにその存在を危惧され、ゴーストによって暗殺されるが、その死後も連邦軍の勢力が衰えることはなかった。
ヴィクター・H・ラモス （Victor H. Ramos） 英語版声優：スティーヴ・ウィルコックス
連邦国科学省の高官。1979年7月1日にアルゼンチンで生まれる。ロークを友人と呼べる程の地位にいる人物の一人。同じ場所に24時間以上留まることはない。
彼の運動エネルギー投射に関する研究が、ODIN開発の基礎となった。一方で分解・解析した武器の情報を中国や北朝鮮、イランなどに密かに流すビジネスをしていた。
開戦後はノーマンズランドに落下したODINの残骸を回収・分解し、その解析情報を基に合理的に発展改良した衛星兵器「LOKI」の設計に携わっていた。ゴーストに重要目標として追われるが、それを察知したロークに潜んでいたカラカスのビルを爆破され、倒壊に巻き込まれて死亡した。なお、情報を聞き終わった後ならば、プレイヤーが射殺してもゲームオーバーにならない。

## キャンペーンステージ
ステージには必ず一つの「ロークファイル」と呼ばれるラップトップが隠し配置されている。
Ghost Stories （語り継がれる伝説） 2016年7月16日
サンディエゴ、ある夏の日の夕方、イライアス・T・ウォーカーは、二人の息子ヘッシュとローガンに、「ゴースト」と呼ばれる最強の特殊部隊の話を聞かせていた。物語が終わり帰宅しようとする一行だが、立て続けに起こる地響きと強風に見舞われる。不安を感じ家へ急ぐ三人は、そこで恐ろしい光景を目の当たりにした…。
その15分ほど前、ISSを彷彿とさせるアメリカの軍事衛星「ODIN」では空軍所属のベイカーとキーラが、運動エネルギー投射兵器の試験にあたっていた。三ヵ月ぶりの帰還を心待ちにする二人の前に、交代要員を乗せた1機のオービターが到着する。だが、そのオービターに乗って来た交代要員は武装しており、ベイカーとキーラを除いて全員が射殺されてしまう。要員の正体は停戦を破った連邦軍で、更に「ODIN」のコントロールを奪ってアメリカ全土に衛星攻撃を始める。ベイカーとキーラは最後の手段として、「ODIN」を海に落とす決断を下す。
Brave New World （素晴らしき新世界） 2026年6月6日
連邦軍の衛星攻撃により全土に壊滅的な被害を受けるも、アメリカ軍は"The Wall"と呼ばれる広大な壁の中に身を置きつつ、必死に抵抗を続けていた。一度は戦況を膠着状態にまで持ち込むが、最近では敵側に新たな動きが見受けられるようになった。
ODINによる攻撃から10年後、成長したローガンとヘッシュはアメリカ陸軍の壁外調査部隊「バイキング」に配属され、ロサンゼルスにて保安の任に就いていた。数日に渡る調査を行っていたある日の朝、ヘッシュの無線に、拠点の一つであるダラスが陥落したため再度確保に向かってほしいとの通信が入る。
No Man's Land （ノーマンズランド） 2026年6月7日
ウォーカー兄弟は、彼らの父親にしてアメリカ陸軍の最高司令官であるイライアス・ウォーカーからの任を受け、ノーマンズランド内の敵が集結している地域へ向かう。ノーマンズランドとは、ODINの攻撃でサンディエゴとロサンゼルスの間にできた、広大なクレーター地帯のことである。かつての生家があるその場所で敵の動向を調査し、現地でとある偵察部隊と合流しろというのが、与えられた任務であった。
最も信頼できる戦士だから、というのが二人を向かわせる理由だとイライアスは語ったが、今まで同様、これもまた父が課した何かの試験なのではないかとヘッシュは疑念を抱く。
Struck Down （強襲） 2026年6月7日
父イライアスの命で合流した偵察部隊とは、彼の話や噂でのみ聞いていた伝説の特殊部隊「ゴースト」であった。調査任務中に確認された、ゴーストの一員であるPOW、エイジャックス。ウォーカー兄弟は彼の奪還に向かうメリック、キーガンと行動を共にすることとなった。
Homecoming （帰郷） 2026年6月8日
わずかの差でエイジャックスを救うには至らなかったものの、ゴースト達は彼の遺体を回収することに成功した。その頃、壁内で防御するアメリカ軍に対し、連邦軍は遂に海上からの攻撃を開始する。無人攻撃機を駆使し反撃を続けるアメリカ軍だが、戦車やホバークラフト、戦闘ヘリに艦艇からのミサイル攻撃といった圧倒的な戦力差で猛攻を仕掛ける連邦軍に苦戦を強いられていた。その戦いのさなか、ウォーカー兄弟はこの戦場のどこかにいる父を探しに急ぐ。
Legend Never Die （伝説は死なず） 2014年7月8日
かつて父のイライアスから聞かされていた伝説の特殊部隊「ゴースト」。なんと、彼はその創始者の一人にして部隊の司令官であった。かつてのゴーストであり英雄的な働きを見せる指揮官であったロークが、なぜ連邦軍に寝返りゴーストの抹殺を企むのか。イライアスはその発端となったとある作戦についてウォーカー兄弟に語り始めた。
今から12年前、当時の連邦軍最高指導者であるディエゴ・アルマグロは過激な反米主義者であり、アメリカ生まれの国民を次々と逮捕・処刑するという残忍非道な政策をとっていた。事態を重く見たアメリカ政府は彼を暗殺するべく、ローク以下イライアス、メリック、エイジャックスからなるゴースト部隊を、連邦の首都カラカスへ送ることを承認する。アルマグロを苦難の追跡の末に倒したものの、この直後イライアスは、ロークを見捨てて他の仲間を救うという、人生で最も辛い決断を下した。
Federation Day （連邦記念日） 2026年6月15日
ロークはその後、何週間も探されたが撤退命令が下され行方不明となった。連邦軍に洗脳を施され、ゴーストを抹殺する兵器と化したローク。彼の排除を狙うゴースト達であったが、そのためにはまずロークに最も近しい者の一人で連邦軍の研究主任であるヴィクター・ラモスを確保し、ロークの次の居場所を聞き出すことに決定。連邦記念日に賑わう、全ての始まりの地カラカスに、キーガン、ヘッシュ、ローガンは潜入する。
Birds Of Prey （猛禽） 2026年6月16日
三人が持ち帰ったラップトップから、ロークは12時間おきに移動することが判明し正確な居場所をつかむことができずにいたが、ようやく次の正確な居場所が明らかになった。その場所とは連邦軍に占拠された海上コンビナート、通称「フリーポート」であった。AH-64D アパッチ・ロングボウ部隊「パイレート」と「アウトロー」の援護を受けつつ、大量の対空兵器や戦闘ヘリ、そして、大規模な歩兵部隊によって守られるその場所へ、ゴーストは突入を試みる。
The Hunted （追跡） 2026年6月17日
ロークの確保に成功したゴースト達は、移動中の輸送機の中で彼に尋問を行っていた。なかなか口を割らない彼に気をとられていた隊員たちは、機体後方から接近する連邦軍のガンシップに気がつくことができず、襲撃されてしまった。輸送機は破壊され、「もし生き延びられたら、俺の所に来い。席を空けて待っていてやる」と意味深長な言葉を残してロークは奪還された。パラシュートで脱出に成功したゴースト達であったが、深い森の中でローガンは孤立してしまう。
Clockwork （クロックワーク）2026年6月20日
連邦軍のローク救出を許すも追撃を振り切ることに成功したローガン達。逃走の最中に目撃した最低6発のミサイルは、いずれもアメリカ本土に落下することはなかった。NORADが追跡するも、その目標は突き止められずにいた。この正体不明のミサイルの狙いを突き止めるために、山中のバンカー内で政治を行う大統領は「クロックワーク作戦」の実行を承認した。ミサイルに関する情報を集めるべく、ゴーストはアンデス山脈にある連邦軍の施設に潜入する（Clockworkとは、時計仕掛け、あるいはそのような精密さを意味する）
Atlas Falls （アトラスの陥落）2026年6月25日
回収した情報から、発射されたミサイルはリオデジャネイロの港付近にある工業施設で製造されていることがわかった。しかし、その地域は連邦軍の艦隊によって封鎖されており、接近は困難を極める。そこでまずは、さらに南方の連邦軍の施設を破壊し、陽動をかけることとなった。その施設とは南極のドレーク海峡に位置し、連邦軍の最大の燃料供給源となっている超巨大採油施設「アトラス」である（アトラスとはギリシャ神話に登場する巨大な神で、頭と腕で蒼穹を支えている）。
Into The Deep （深海へ）2026年6月27日
陽動の結果、リオ港近くの連邦軍艦隊をおびき出すことに成功したが、未だに駆逐艦1隻だけが残り警戒にあたっていた。これを排除することとなったが、駆逐艦は高度な防空能力を有するためにミサイルによる破壊は難しい。そこで、キーガンとローガンの2名が海中から接近し、最後の1隻を海底に沈めることとなった。このステージでのみ、特定距離内に入るだけでプレイヤーを殺害しようとするサメが大量に徘徊し、ある場面ではステルス行為でサメがいる場所を通過する必要がある。
End Of The Line （袋小路）2026年6月27日
遂にリオ港沿岸の全ての障壁が排除された。連邦のもくろみを挫くためには、中間圏にまで打ち上げられたミサイルの正体を知る必要がある。ヘッシュが、未だ居場所を特定できていないロークの動向に疑問と不安を抱きつつも、ゴースト達はミサイルが製造されたこの施設への潜入を開始する。
Sin City （ラスベガス）2026年6月30日
回収したデータから、ミサイルの正体はODINを改良した宇宙兵器「LOKI」であること、すでにそれらの複数の打ち上げが完了していることが判明した。事の重大さを知ったアメリカ国防長官は、ゴーストに直接会い詳細を聞きたいと申し出た。キーガンがそれに応じてコロラドスプリングスへ出向いている間、残りのメンバーはラスベガスの隠れ家で待機することとなった。敵に知られておらず絶対安全と思われたその場所に、突如催涙弾が打ち込まれる。
All Or Nothing （イチかバチか）2026年7月5日
催涙弾を打ち込んだのは、ロークが率いる連邦軍だった。何とか脱出したが父のイライアスがロークの凶弾で死亡してしまう。ゴーストは空母「リベレーター」に残った米軍で総攻撃を仕掛け、ローガンとヘッシュは迎えのヘリが来るまで空母に押し寄せてくる連邦軍を迎撃するのであった。
Severed Ties （データリンクの切断）2026年7月5日
ゴーストと米軍は早期警戒基地を破壊するために機甲大隊で出撃し、連邦軍の戦車やロケット砲を破壊しローガンとヘッシュは警戒基地にミサイルを撃ち込み戦車隊は周辺の対空ターレットの破壊を始めた。そこにロークは列車で逃げるとの通信が入り、メリックの制止を振り切りローガンとヘッシュは列車に向かう。戦車は過去の作品と異なりスモークや誘導ミサイルも使用できる。
Loki （ロキ）2026年7月5日
遂に連邦軍の衛星兵器による米軍への攻撃が始まる中、それを奪取しようとトンプソン率いる部隊がスペースシャトルで接近。衛星のコントロールを行っているステーションを奪取するべく、護衛の連邦軍部隊と宇宙空間での交戦を開始する。その後、衛星からの攻撃を利用して地上にいる敵の大群を圧倒する。
The Ghost Killer （ゴーストキラー）2026年7月5日
列車に乗り込んだローガンとヘッシュは米軍による奪取に成功した衛星兵器を使った連邦軍への攻撃が開始される中、ロークのいる先頭車両に向かう。列車を護衛するの連邦軍兵士の抵抗を排除しつつ、ロークとの最後の戦いに挑むことになるが、状況が悪くなった際にヘッシュの提案で衛星からのミサイルを列車に激突させ、海中でローガンはロークを撃ちぬいた後に地上に這い上がる。しかし、ロークは胸にアーマーを付けていたために存命であり、ローガンが海浜の中にある洞穴に連れ出されて日中閉じ込められる。

## マルチプレイヤー
次世代機向けにマルチプレイも一新されている。覗き撃ちやスライディングなどの新アクションが追加された他、武器での攻撃で破壊できるオブジェクトや、一定時間に達すると変動するマップなど『バトルフィールドシリーズ』に似た新要素がある。
クラス作成は『CoD:BO2』のポイントシステムが採用され、プレイヤーには指定のポイントが与えられた後、装備を整えることができる。パークや武器によりポイントが違い、指定ポイント内であれば自由にカスタマイズすることができる。今回はプレイヤーキャラもカスタマイズすることができ、チャレンジ達成などによりパーツや装備、アクセサリーなどが自由に変更できる。一方で、武器だけでなく全てのアタッチメント・リーサルなどの購入時にポイントを消化しないといけない問題点も存在。

## EXTINCTION
今作で新たに追加された1〜4人協力プレイのゲームモードで、通称エイリアンモード。ODINの攻撃から2週間後のアメリカ・コロラド州の田舎町で、突如現れたエイリアンを排除しつつ、核兵器を起動するべく進む、という設定。ダウンロードコンテンツで他に4種類のマップも配信されている。

ゲームシステムは『コール オブ デューティシリーズ』の『CoD:WaW』『CoD:BO』『CoD:BO2』で実装されたゾンビモードと似ており、エイリアンを倒したりすることで得られる資金で武器を購入したりフィールドのターレットやトラップを使ったりしてゲームを有利に進めていく。プレイヤーが全滅するまで続くゾンビモードとは異なり、所定のエリアまで進行させればゲームクリアとなる。

ゾンビモードにはなかったシステムとして、あらかじめ選んでおいたアビリティ（クラスやハンドガンなど）を装備してプレイできるほか、エイリアンのハイヴ（巣）を壊したり戦闘中に課されるチャレンジをクリアすることで手に入るスキルポイントを貯めてアビリティを強化したりできる。また、プレイ中に獲得できる「歯」というアイテムを集めると、様々なアップグレードと引き換えることもできる。

## 反応

### 表彰

#### 2013年
- 視覚効果協会賞
  - 受賞：「Outstanding Real-Time Visuals in a Video Game」[17]
- Spike Video Game Awards 2013
  - ノミネート：「Best Shooter」、「Best Song In A Game」（エミネム「Survival」）[18]

## その他
- 前述した通り作品世界を一新しているため、それまでのInfinity Wardの『コール オブ デューティシリーズ』では常連だったSASのプライス大尉はダウンロードコンテンツにのみ登場し、ストーリーには関わってこない。
- 北米ではモンスターエナジーとのタイアップが行われ、タイアップデザインの缶やInfinity Wardスタジオへの旅行などが当たるキャンペーンが開催された。日本でもオリジナルグッズが当たるキャンペーンが発表され、2013年12月16日まで開催された[19]。
- 主題歌はエミネムのSURVIVALが起用されている。この主題歌は、初めてPS4とXbox Oneを使用した曲である。
- 競合他社エレクトロニック・アーツの『マーセナリーズ2 ワールド イン フレームス』と同様にベネズエラのウゴ・チャベス大統領への偏見を煽る内容であるとベネズエラ政府系の団体から批判されている[20]。
- Xbox One版を日本リージョンでダウンロードした場合、最新バージョンのマルチプレイで不具合が発生するためプレイが不可能。英語版では可能[要出典]。